# Modoc (Volk)

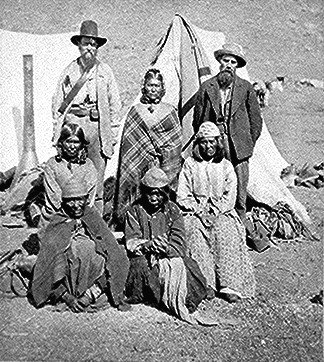
Modoc-Frauen 1873

Die Modoc sind ein Indianer-Volk im Grenzgebiet der US-Staaten Oregon und Kalifornien und zählen zusammen mit den sprachlich-kulturell eng verwandten Klamath im Norden zum nordamerikanischen Kulturareal von Kalifornien. Ihre gemeinsame Sprache, das Klamath-Modoc, bildet eine eigene Untergruppe der Plateau Penuti-Sprachfamilie. Kulturell wurden sie stark von den nördlich lebenden Stämmen des Columbia Plateau beeinflusst.
Die Modoc und Klamath (Upper Klamath Lake sowie entlang des Klamath, Williamson und Sprague Rivers) bezeichneten sich wie viele indigene Völker einfach als Maklaks („das Volk, die Menschen“), zur Unterscheidung nannten sich die Modoc (oder übernahmen die Bezeichnung) auch Mo'dokni maklaks oder Mo'dokish maklaks („Südliches Volk, die Südlichen“) und die Klamath ?Ewksiknii maklaks (meist wiedergegeben als E-ukshikni maklaks – „Upper Klamath Lake Volk“, wörtlich: „Volk vom See“). Einer anderen Theorie zufolge wurde die Region rund um den Tule Lake (sowie der See selbst) als Mo'dokni E-ush bzw. Móatak E-ush („Südlicher See“) und die Bewohner daher Moowatdal'knii (meist wiedergegeben als Mowatocknie – „Volk vom Modoc Lake, d. h. Tule Lake“, wörtlich: „Volk vom Südlichen See“) bezeichnet.

## Stammesgebiet
Die Modoc lebten östlich der Kaskadenkette (Yámakisham Yaina) („Berge der nördlichen Stämme“) zumeist entlang des Südufers des Klamath Rivers und beiderseits des Lost Rivers (Kóke), wichtige Fischgründe waren der Lower Klamath Lake (Aká-ush/Aká E-ush), Tule Lake (Mo'dokni/Móatak E-ush) („Südlicher See“) und der Clear Lake (Tchápsxo), ihr Territorium erstreckte sich jedoch weit südwärts bis zu den Bergen jenseits des Goose Lake (Néwapkshi). Im Norden teilten sie sich manche Fischgründe im Sprague River Valley (Plaikni) mit Klamath und Shoshone (Shá't) (bewohnten sogar teilweise gemeinsame Dörfer), im Osten beanspruchten sie ein weites durch Alkalisalze und Lava geprägtes Ödland, das sich bis zu den Warner Mountains in der Sierra-Nevada erstreckte. Das Lava Beds National Monument und die Vulkankette des Medicine Lake Volcano (mit dessen Kratersee Medicine Lake) bis zum Mount Shasta (Mehnkshi) (auch: Shastxé'nini Yaina – „Heiliger Berg der Shasta“) bildeten ihre südliche Grenze.
Die Geographie ihres Stammesgebiets, mit Salbei bewachsene vulkanische Lava-Hochebenen und dicht mit Ponderosa-Kiefern bewaldete Berge, aber auch Sümpfe, Seen, Flüsse und Bäche, prägten den Lebensstil und die Kultur der Modoc. Das Klima bescherte ihnen warme Sommer und kalte, schneereiche Winter.
Zusätzlich zu den direkt im Norden lebenden Klamath (?Ewksiknii maklaks), mit denen sie das Modoc-Plateau teilten, lebten im Osten in der Wüste die Nördlichen Paiute, die Achumawi (Móatuash maklaks) und Atsugewi (Móatuash maklaks) im Flussgebiet des Pit Rivers (Moatuashamkshini/Móatni Kóke) („Südlicher Fluss“) im Süden (die Modoc teilten sich das Goose Lake Valley zusammen mit der Goyatöka Band („Flusskrebs-Esser“) der Nördlichen Paiute und Achomawi), die als „Skatchpalikni“ („Leute entlang des Scott River“) bezeichneten Karuk und Yurok den Klamath River weiter flussabwärts im Südwesten; die Shasta (S[h]asti maklaks) entlang des Klamath River im Westen sowie jenseits der Kaskadenkette im Flussgebiet des Rogue River (Wálamsh) die „Rogue River“-Athabasken (Wálamskni maklaks) sowie die Takelma/Dagelma („Lowland/River Takelma“) und Latgawa („Upland Takelma“).

## Lebensweise
Wie andere indigene Völker in Kalifornien und des Columbia Plateaus waren die Modoc halbsesshafte Jäger und Sammler und Fischer (Lachs, Forelle) und hatten saisonale Dörfer und Lager, um das ganze Jahr über natürliche Ressourcen zu nutzen. Ihre Migration folgte einem wiederkehrenden Muster von permanenten Winterdörfern (diese umfassten große, halb unterirdische Grubenhäuser), über mehrere provisorische Lager (mit kuppelförmigen Strauchhütten – ähnlich den Wickiups), wobei sie fast immer jedes Jahr an die gleichen Orte zurückkehrten.
Grubenhäuser waren Unterkünfte mit einem Durchmesser von etwa 22 Fuß und einer Tiefe von bis zu 15 Fuß, die aus Baumstämmen gebaut und zur Isolierung mit Erde und Gräsern abgedichtet wurden. Grubenhäuser wurden unterirdisch mit einem Eingang und einer Leiter an der Spitze gebaut und wurden im Allgemeinen während der kalten, schneereichen Wintermonate benutzt.
Die Sommerunterkunft war eine kuppelförmige Hütte, deren Rahmen aus Weidenpfählen mit mehreren Schichten aus kräftigen, haltbaren Tule-Matten bedeckt waren; später wurde durch Vermittlung der Plateau-Indianer das Tipi der Plains-Indianer übernommen (zumeist jedoch weiterhin mit Tulematten bedeckt). Wie andere Stämme Kaliforniens waren auch die Modoc für ihre Korbflechtkunst berühmt (hierfür nutzten sie Gräser, Schilf und Binsen).
Neben der Jagd (auf Gabelantilopen, Hirsche, Murmeltiere, Stachelschweine, Wiesel, Hasen und Wasservögel) ergänzten sie ihren Speiseplan insbesondere durch das Sammeln von Beeren und Wurzeln (Beeren, Zwiebeln, Wurzeln, Samen, Eicheln, Seerosen-„Wocas“ und Vogeleier). Die Modoc wurden (zusammen mit den benachbarten Paiute) von den Siedlern daher verächtlich Diggers oder Digger Indians genannt (wahrscheinlich, da sie im Boden mit einem Grabstock nach Wurzeln gruben), diese Bezeichnung wird heute als beleidigend von den Stämmen zurückgewiesen.

## Historische Bands und Siedlungen der Modoc
Die Modoc unterteilten sich in drei regionale Bands mit mindestens einer Siedlung:
- Gombatwa·s oder Gumbatwas, auch Gúmbatkni[4] („Lower Klamath Lake People Band“, auch: „People of the west“) im Gebiet des Lower Klamath Lake in Nordkalifornien; mehrheitlich Modoc sowie Klamath und einige Pit River Athabasken und Shasta.
  - Siedlung Agawesh an der Mündung des Hot Creek (auch Willow Creek?) in den Lower Klamath Lake (Aká-ush/Aká E-ush); bewohnt von den Aká-ushkni (auch: Agáweshkni/Agáweshni – „Hot Creek Band“, wörtlich „Leute von Agawesh“) die mehrere Lagerplätze am See innehatten
  - Siedlung Keuchishkeni ebenfalls am Hot Creek nahe dem Little Klamath Lake
  - Siedlung Shapashkeni im Südosten des Little Klamath Lake
  - Siedlung Sputuishkeni am Lower Klamath Lake
  - Siedlung Stuikishkeni am Nordufer des Little Klamath Lake
- Pasganwa·s oder Paskanwas („Tule Lake People Band“, auch: „River People“) am Ufer des Tule Lake in Nordkalifornien
  - Siedlung Kumbat/Kumbatuash im Südwesten des Tule Lake, ihr Gebiet reichte vom Seeufer bis zu den Lava Beds.
  - Siedlung Pashha/Pashka im Nordwesten des Tule Lake
  - Siedlung Kalelk am Nordufer des Tule Lake
  - Siedlung Keshlakchuish im Südosten des Tule Lake
  - Siedlung Leush am Nordufer des Tule Lake
  - Siedlung Nakoshkeni an der Mündung des Lost River in den Tule Lake
  - Siedlung Waisha entlang des Lost River, ca. 4–6 km nordwestlich vom Tule Lake
  - Siedlung Welwashkeni im Südosten des Tule Lake
  - Siedlung Wukakeni am Ostufer des Tule Lake
- Goġewa·s oder Kokiwas („Lower Lost River People Band“, auch: „People of the far country“) entlang des Lost River sowie des Goose Lakes und im Sprague River Valley (Plaikni) im Grenzgebiet von Kalifornien und Oregon; mehrheitlich Modoc sowie Klamath und einige Shoshone und Paiute.
  - Siedlung Wachamshwash/Wa'chamshwash am Lost River nahe Tule Lake im Klamath County, Oregon
  - Siedlung Nushalt-Hagak-ni/Nushaltkagakni („Quellwasser“, „Oberlauf“) im Quellgebiet des Lost Rivers nahe Bonanza, Oregon; bewohnt von den Nushaltkagakni („Head-water Modocs“, wörtlich „Leute vom Oberlauf“)
  - Siedlung Chakawech/Tchákawetch nahe Yáneks entlang des Sprague River auf der späteren Klamath Reservation, Oregon
  - Siedlung Kawa („Quelle mit Aalen“) im heutigen Yáneks am Sprague River, Oregon
  - Siedlung Plaikni/P'laikni („im Hochland“) entlang des Sprague River, Oregon; bewohnt von den P'laitankni („Leute im bergigen Hochland“)
  - Siedlung Yáneks (von Yainaga – „Kleiner Tafelberg“) entlang des Middle Sprague River im Lake County, Oregon; bewohnt von den Yáinakskni („Leute von Yáneks, wörtlich: Leute vom Ort, wo der Tafelberg ist“)
  - Siedlung Yulalona im Gebiet des heutigen Klamath Falls (früher: Linkville)

## Geschichte

### Modoc-Krieg (1872–1873)
Unter den Little Big Wars der Indianerkriege war der Modoc-Krieg (engl. Modoc War) unter Kintpuash (Captain Jack) und Schonchin (Schonchin John) sowie Scarface Charley einer der heftigsten, blutigsten und seitens der Indianer strategisch und taktisch hervorragend geführten Konflikte.

### Exil im Indianerterritorium (Oklahoma)
Nach ihrer Niederlage im Modoc-Krieg wurden 155 Modoc (42 Männer, 59 Frauen und 54 Kinder) als Gefangene über 2.000 Meilen mit der Eisenbahn in das Quapaw-Reservat ins Indianer-Territorium (dem späteren Oklahoma) transportiert. Für sie begann nun ein verzweifelter Überlebenskampf in einem ihnen fremden Gebiet mit unbekannter Flora und Fauna. Auch spirituell, religiös und kulturell mussten sich die Modoc (die die Geister ihrer Vorfahren sowie heilige Stätten zurücklassen mussten) neuen Herausforderungen stellen: sie durften ihre traditionelle Religion nicht ausüben sowie ihre Sprache nicht sprechen und standen einem aggressiv auf Missionierung ausgerichteten Christentum sowie einer einzig das American English fördernden Sprachpolitik der USA gegenüber, die hierdurch die Assimilierung fördern wollten, mit dem Endziel, das „Indianertum“ zu eliminieren (Konzept des Schmelztiegels). Bald verbreiteten sich unter den Modoc neue Krankheiten, darunter Malaria, gegen die sie keine Immunität hatten. Als die Modoc versuchten, sich an die Anpflanzung fremder Feldfrüchte zu gewöhnen, wurden sie durch Malaria geschwächt. In einem einzigen Jahr starben 33 Menschen und um die Jahrhundertwende (27 Jahre später) waren weniger als 50 Stammesmitglieder auf den Listen der Quapaw-Agentur. Die Modoc bewiesen ihre historische Widerstandskraft, indem sie durch den Anbau fremder Feldfrüchte hart daran arbeiteten, das Land produktiv zu machen und ihre Viehherden zu vergrößern. Um die ihnen zugeteilten Rationen zu ergänzen, arbeiten sie in den Grenzsiedlungen für Weiße, verkauften die Volkskunst und das Kunsthandwerk anderer ansässiger Stämme (später fertigten sie diese selbst).
Die Modoc wurden auf Bundesebene als The Modoc Tribe of Oklahoma offiziell als Stamm anerkannt, in den 1950ern verloren die Modoc zusammen mit den Klamath Tribes (Klamath, andere Modoc und Yahooskin) jedoch ihre Anerkennung wieder, wodurch die Bundeshilfe für die beiden Stämme beendet wurde. Im Mai 1978 erlangten sie jedoch ihren Status als auf Bundesebene anerkannter Stamm wieder. Mehr als ein Jahrhundert nach ihrem erzwungenen Exil blieben somit die Modoc ihrer traditionellen indigenen Lebensweise treu, die ebenfalls eine Geschichte der Anpassung und des Durchhaltevermögens war.

### Erzwungene Ansiedlung im Klamath-Reservat (Oregon)
Während des Modoc-Krieges wurde die Mehrheit der Modoc nie in den Konflikt verwickelt und daher nicht nach Oklahoma ins Exil geschickt – jedoch wurden sie gezwungen, sich im Klamath-Reservat niederzulassen (dieses befand sich im Heimatland ihrer Klamath-Nachbarn, zu denen ein äußerst gespanntes Verhältnis bestand). Obwohl das Klima und die Ressourcen denen ähnlich waren wie sie es gewöhnt waren, wurden sie täglich daran erinnert, dass sie nicht zu Hause und nicht auf ihrem eigenen Land waren. Sie arbeiteten eng mit Indianer-Agenten sowie mit Stammesangehörigen der Klamath und der dort ebenfalls ansässigen Yahooskin zusammen. Wie allen Ureinwohnern Amerikas im 19. Jahrhundert war es auch ihnen verboten, ihre traditionelle Religion auszuüben oder ihre Muttersprache zu sprechen. 1909 wurden auch die letzten 51 Stammesangehörigen außerhalb des Reservats gezwungen, sich dort anzusiedeln.
Alle drei Stämme (Klamath, Modoc und Yahooskin) wurden von der Bundesregierung der USA offiziell als The Klamath Tribes auf Bundesebene als Stamm anerkannt (sog. federally recognized tribe) und waren im 20. Jahrhundert gewinnbringend in den Bereichen Viehzucht, Fracht und Holzindustrie tätig. Ihr wirtschaftlicher Erfolg sollte jedoch 1954 den „Klamath Tribes“ während der Termination zum Nachteil gereichen, da sie nun auf einer Liste mit sämtlichen Stämmen vermerkt wurden, die genügend fortgeschritten waren, um sofort terminiert (als Stämme kurzerhand aufgelöst) zu werden. Mit dem Indian Self Determination Act von 1975 wurde den zuvor aufgelösten Stämmen größtenteils ihre Vertrags-, Land-, Jagd- und Fischrechte sowie Selbstbestimmung wieder zurückgegeben. Der gleichzeitig verabschiedete Educational Assistance Act sowie der American Indian Religious Freedom Act von 1978 erlaubte den Indianern, über ihre Schulbildung, Erziehung und Förderung ihrer Muttersprache mitzubestimmen sowie ihre traditionellen religiösen Praktiken wieder auszuüben. Damit war das Überleben der letzten kulturellen indianischen Elemente gesichert; all diese Gesetze beruhten auf dem Eingeständnis, dass die Indianer wohl nie im Schmelztiegel der USA aufgehen würden, sondern wichtige indigene Merkmale und Verhaltensweisen beibehalten und nur einige Züge von benachbarten Gruppen übernehmen würden (sog. Salatschüssel-Modell). Nach einem jahrzehntelangen juristischen Kampf gelang es 1986 den drei Stämmen schließlich, den Status eines Stammes wiederzuerlangen. Zum Gedenken findet jedes Jahr im August in Chiloquin (Mbosaksawaas) („Feuersteinort“), Oregon, eine Restauration-Feier statt.

## Heutige Situation
- Modoc Nation[8] (früher: The Modoc Tribe of Oklahoma, Eigenbezeichnung: Mowatocknie Maklaksûm, Nachfahren der sog. Captain Jack’s Band of Modoc Indians, Verwaltungssitz: Miami, Oklahoma[9], Population: 250)

- The Klamath Tribes[10] (früher: Klamath Indian Tribe of Oregon, bestehend aus drei Stämmen, den Klamath, Modoc und der Yahooskin (Yahuskin) Band of Northern Paiute Indians, zudem hatten sich zuvor einige der „Hunipuitöka Band“ („Hunipui-Wurzel-Esser“, meist Walpapi genannt) der Nördlichen Paiute im Klamath-Reservat niedergelassen und sich der „Yahooskin (Yahuskin) Band“ angeschlossen, Verwaltungssitz: Chiloquin (Mbosaksawaas) („Feuersteinort“), Population: 5.400)

## Bekannte Modoc
- Skóntchish („Stick-out Head“, besser bekannt als Schonchin oder Old Schonchin): Zur Zeit des Modoc-Krieges 1872–73 war er der Oberhäuptling der Modoc, dessen Autorität schon damals umstritten gewesen zu sein scheint, da er kein erblicher Häuptling war. Er führte bereits 1846 etwa 600 Krieger an und war führend an den ersten kriegerischen Auseinandersetzungen zwischen Modoc und Weißen beteiligt. Stolz gab er zu, dass er alles in seiner Macht Stehende tat, um seine Feinde zu vernichten. Erst 1864 erklärten er und der Großteil der Modoc sich in einem Vertrag bereit, mit den verfeindeten Klamath in deren Reservat zu leben. Sein jüngerer Bruder, bekannt als Schonchin John, folgte Kintpuash und dessen Anhängern und verließ das Reservat, um zurück zum Lost River, der ehemaligen Heimat, zurückzukehren. Old Schonchin überzeugte die Behörden, dass das Reservat in verschiedene Teile unterteilt wurde, wobei ein Bezirk ausschließlich den Modoc vorbehalten war, um jedes Hindernis für die Rückkehr der Flüchtlinge aus dem Weg zu räumen. Neben Old Schonchins Leuten konnten auch einige von Kintpuashs Anhängern überzeugt werden. Der Rest, darunter Schonchin John, floh in die Lava Beds, was zum Modoc-Krieg führte.
- Skóntchish („Stick-out Head“, besser bekannt als Schonchin John, †gehängt am 3. Oktober 1873): Jüngerer Bruder des Oberhäuptlings Schonchin, der zur Unterscheidung auch Old Schonchin genannt wurde. Bedeutender Anführer während des Modoc-Krieges, man geht davon aus, dass Schonchin John die Modoc und Kintpuash überzeugte, die Kämpfe fortzusetzen und ihnen wiederholt riet, keinen Frieden zu schließen. 1873 wurde eine Friedenskommission eingesetzt, die sich mit den Indianern befassen sollte, und für den 11. April wurde ein Treffen mit ihnen vereinbart. Die Indianer kamen überein, bei diesem Treffen die Mitglieder der Kommission mit versteckten Waffen anzugreifen. Schonchin John wollte den Indianer-Agenten Meacham erschießen, wurde jedoch von Winema, der Cousine von Kintpuash, daran gehindert, indem sie die Pistole von Schonchin John zur Seite stieß und als dieser nochmals anlegen wollte, ihn kurzerhand k.o. schlug. Kintpuash hingegen erschoss General Canby, Boston Charley tötete den Reverend, während Dyar und Frank Riddle verletzt die Flucht gelang. Er  wurde zusammen mit Kintpuash, Boston Charley und Black Jim für den Mord an Edward Canby hingerichtet. Berichten zufolge erklärte er in einer Rede unmittelbar vor seiner Hinrichtung, dass diese eine große Ungerechtigkeit sei, sein „Herz gut war“ und dass er keinen Mord begangen hätte. Er bat darum, dass seine Kinder zu seinem Bruder Old Schonchin geschickt werden sollten, der sie „zum Guten erziehen“ würde.
- Kintpuash (auch: Kientpoos – „Strikes the water brashly“, von den Shasta Kä’mpú – „der Große“[11] genannt, besser bekannt als Captain Jack, da er eine Uniformjacke der US-Armee trug, *ca. 1837 in Wachamshwash/Wa'chamshwash - †gehängt am 3. Oktober 1873): Häuptling der „Goġewa·s/Kokiwas Band“ und wichtigster Führer im Modoc-Krieg, Vertreter der non-treaty-Fraktion. Er weigerte sich, im Klamath-Reservat zu siedeln und führte seine „Hot Creek Band“ südwärts in den Norden Kaliforniens. Mehrere andere Häuptlinge und Krieger schlossen sich ihm an. Sie konnten in mehreren Schlachten der US-Armee schmerzliche Verluste zufügen. Auf Grund ergebnisloser Verhandlungen mit einer Friedenskommission (bestehend aus dem Indianer-Agenten Meacham, Reverend Eleazar Thomas, drei weiteren Kommissaren, Kintpuashs Cousine Winema, deren Mann Frank Riddle sowie General Edward Richard Sprigg Canby) wurde er von Hooker Jim und anderen prominenten Modoc-Kriegern gedrängt, General Canby zu töten. Nach einer Auseinandersetzung zogen die Modoc-Anführer plötzlich ihre versteckten Pistolen, Kintpuash erschoss Canby, Boston Charley tötete den Reverend, während Dyar und Frank Riddle verletzt die Flucht gelang. Winema konnte verhindern, dass Schonchin John wie vorgesehen den Indianer-Agenten tötete, und rettete so Meacham das Leben. Nach der Kapitulation mussten sich die an der Tötung des Generals beteiligten Modoc vor einem Kriegsgericht verantworten, dessen Urteil bereits vorher feststand. Kintpuash übernahm die Verteidigung, wurde jedoch zusammen mit Boston Charley, Schonchin John und Black Jim für den Mord an Edward Canby zum Tod durch den Strang verurteilt und hingerichtet.
- Kitchkani laki shnawedsh (auch: Kaitchkona Winenta – „weiblicher Unterhäuptling“, besser bekannt als Winema oder später als Toby Riddle, *1842/1848 - †1920): Cousine von Kintpuash, ihr Name war ein Ehrentitel, da sie bereits als Mädchen ein Kanu sicher durch die Stromschnellen des Link Rivers führte und später im Alter von 15 Jahren bei einem Überraschungsangriff der Achomawi die fliehenden Modoc-Krieger zusammenrief, und diese die Feinde in die Flucht schlugen. Später heiratete sie Frank Riddle, einen Bergmann aus Kentucky. Während des Modoc-Krieges diente ihr Mann der Friedenskommission als Dolmetscher. Winema warnte General Canby wie auch die Kommissare vor dem Treffen mit den Modoc, konnte jedoch die Ermordung des Generals und des Reverend nicht verhindern, rettete Winema dem Indianer-Agenten Meacham das Leben, indem sie die Pistole von Schonchin John zur Seite stieß und – als dieser nochmals anlegen wollte – ihn kurzerhand k.o. schlug.
- Bogus Charley (sein Name rührte daher, dass sein Vater ursprünglich vom Bogus Creek in Kalifornien stammte): bekannter Krieger, diente zusammen mit Boston Charley der Friedenskommission unter General Canby als Dolmetscher und überbrachte dieser die Einwilligung der Modoc für Verhandlungen am Karfreitag, 11. April 1873. Er war nicht am Attentat mehrerer Modoc-Krieger während des Treffens beteiligt, wurde später im Exil kurzfristig Nachfolger von Scarface Charley als offizieller Häuptling der Modoc im Indianer-Territorium.
- Boshtinága („kleiner Amerikaner“, „halber Amerikaner“, Bóstin Charley, besser bekannt als Boston Charley. Die Modoc und Minenarbeiter gaben ihm wegen seiner helleren Hautfarbe diesen Spitznamen, abgeleitet von der Modoc-Bezeichnung für Amerikaner als „Bóstin“ nach der Stadt Boston, *1854 - †gehängt am 3. Oktober 1873): bedeutender Krieger während des Modoc-Krieges. Zusammen mit Bogus Charley diente er der Friedenskommission unter General Canby als Dolmetscher und überbrachte dieser die Einwilligung der Modoc für Verhandlungen am Karfreitag, 11. April 1873. Nach einer Auseinandersetzung zogen die Modoc die versteckten Pistolen, Kintpuash tötete General Canby, Boston Charley den Reverend, Schonchin John wurde von Winema gehindert, den Indianer-Agenten zu töten, Dyar und Frank Riddle gelang verletzt die Flucht. Wurde zusammen mit Kintpuash, Schonchin John und Black Jim für den Mord an Edward Canby hingerichtet. Berichten zufolge begegnete er seiner Hinrichtung stoisch und bat nur um Tabak.
- Hooker Jim (auch: Hooka Jim, *ca. 1851 - †1879): Hooker Jim war der Schwiegersohn des Medizinmannes Curley Headed Doctor. Nachdem weiße Siedler in der „Schlacht am Lost River“ auch Frauen und Kinder der Modoc massakriert hatten, führte er eine Gruppe von Modoc zu Kintpuash’s in „Captain Jack’s Stronghold“, wo sich dieser versteckt hatte. Auf ihrem Marsch töteten Hooker Jim, Boston Charley und seine Krieger aus Rache mehrere weiße Siedler, trotzdem weigerte sich Kintpuash wiederholt, Hooker Jim und die anderen verantwortlichen Modoc den weißen Behörden zu übergeben. Unzufrieden mit dem Verlauf der Verhandlungen drängten Hooker Jim, Black Jim und andere Modoc-Krieger Kintpuash, bei einem Friedensrat General Edward Canby zu ermorden. Auf der Flucht in die Lava Beds gerieten Hooker Jim und Kintpuash über strategische Fragen in Streit, sodass Hooker Jim sich mit seinen Kriegern ergab. Hooker Jim gehörte nun zu den sog. „Modoc-Bluthunden“ der US-Armee, um Kintpuash und die anderen Anführer aufzuspüren und gefangen zu nehmen. Nach der Festnahme von Kintpuash sagte Hooker Jim gegen seinen Häuptling aus, um selbst als eine Art Kronzeuge straffrei zu bleiben. Hooker Jim starb 1879 im Exil im Indianer-Territorium.
- Tchiktchikam-Lupatkuelatko (auch: Chǐkclǐkam-Lupalkuelátko – „Wagen mit Narbengesicht“, besser bekannt auf Grund einer Entstellung als Scarface Charley bzw. Scar-Faced Charley, *ca. 1851 – † 3. December 1896): gefeierter Krieger und Anführer während des Modoc-Krieges. Kintpuash zählte ihn zu seinen Verwandten, aber es wird auch berichtet, dass er eigentlich ein Mitglied der Rogue River Indians (mehrheitlich Oregon-Athabasken, jedoch auch Takelma und Shasta) unter Führung des Häuptlings Tipsoe Tyee war und sich Kintpuash mit 22 Jahren anschloss. Nach der Niederlage wurde er im Exil zum Häuptling der Modoc im Indianer-Territorium ernannt, nach einem Jahr jedoch abgesetzt und durch Bogus Charley ersetzt. Sein Name leitet sich von einem Unfall in der Kindheit her, als er von einer Postkutsche überfahren wurde.
- Skatiágitko („Linkshänder“, besser unter seinem Spitznamen Shacknasty Jim bekannt, *ca. 1851 - †1881): Kriegshäuptling der „Hot Creek Band“. Seine Brüder, Jake und Shacknasty Frank, kämpften während des Modoc-Krieges unter seinem Kommando. Später ergab er sich und ging ins Indianer-Territorium ins Exil. Nun diente Shacknasty Jim der US-Kavallerie als Kundschafter bei der Jagd auf die verbliebenen Modoc-Krieger. Shacknasty Jim starb im Reservat an Tuberkulose.
- Cho-ocks (besser bekannt als Curley Headed Doctor, *ca. 1828 — † 1890): Mitglied der „Hot Creek Band“ unter Führung von Kintpuash, war ein bedeutender Medizinmann und der geistliche Führer der Modoc insbesondere während der Unruhen des Modoc-Krieges, starb im Exil im Indianer-Territorium.